# دختر چترفروش
دختر چترفروش (به هندی: Chhatriwali) و زن با چتر (به انگلیسی: woman with umbrella) فیلمی هندی محصول سال ۲۰۲۳ و به کارگردانی تجاس دئوسکار است. در این فیلم بازیگرانی همچون راکول پریت سینگ، سومیت ویاس، ساتیش کایشیک، دولی آلووالیا، راجیش تایلانگ و پارچی شاه پاندیا ایفای نقش کرده‌اند.